# Rektorat UMCS

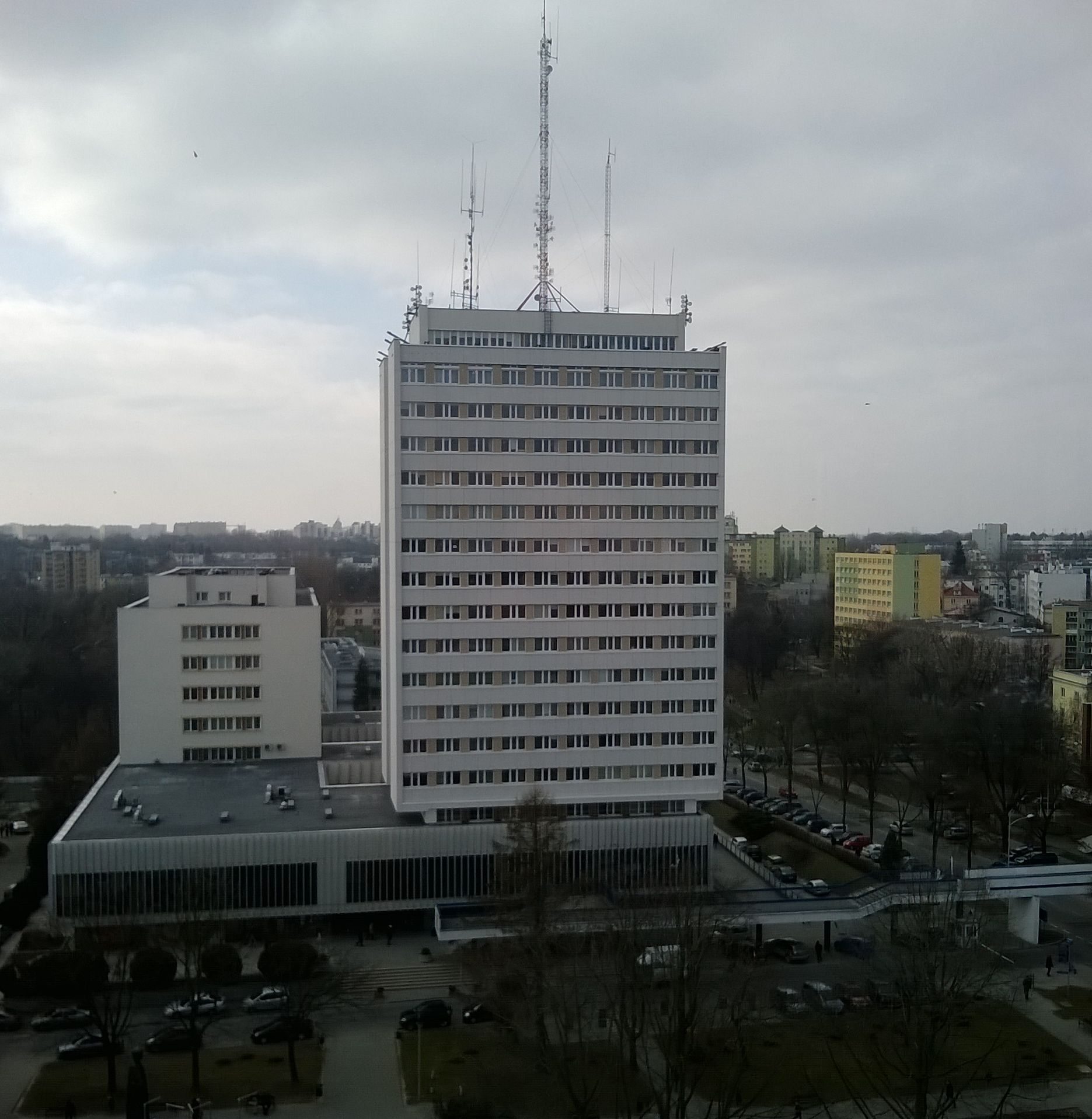
Widok z drona

Rektorat Uniwersytetu Marii Curie-Skłodowskiej w Lublinie – wieżowiec znajdujący się przy placu Marii Curie-Skłodowskiej 5, pełniący funkcję rektoratu uczelni. Obiekt znajduje się w tzw. miasteczku akademickim w dzielnicy Śródmieście. Posiada 17 kondygnacji naziemnych i stanowi integralną część 4-kondygnacyjnego budynku uczelni.

## Informacje

### Historia
Budynek powstał w 1979 roku i od początku do dziś jest wykorzystywany zgodnie z przeznaczeniem. Był to pierwszy budynek niesakralny o wysokości powyżej 55 metrów w Lublinie. W 2019 roku budynek przeszedł gruntowny remont. Dobudowano wtedy też boczne wejście.

### Dane techniczne
Budynek posiada 17 kondygnacji naziemnych, na dachu zamontowana została antena, która jednak zgodnie z prawem architektonicznym nie włącza się do jego wysokości całkowitej. Tak więc budynek wznosi się na wysokość 62 metrów i jest drugim najwyższym po Metropolitan Parku budynkiem niepełniącym funkcji sakralnej w Lublinie. W budynku zamontowana jest winda.

### Otoczenie
Budynek stanowi część kompleksu miasteczka akademickiego. Niedaleko też znajdują się obiekty takie jak:
- Centrum Spotkania Kultur
- Dom Technika
- Lubelskie Centrum Konferencyjne
- Unia Art Residence
- Urząd marszałkowski województwa lubelskiego w Lublinie